# Дивергенти 3: Предани
„Дивергенти 3: Предани“ (на английски: The Divergent Series: Allegiant) е американски научнофантастичен екшън филм от 2016 г. на режисьора Роберт Швентке. Това е третият филм от поредицата „Дивергенти“ и е първата от двете адаптации на романа „Предани“ на Вероника Рот. Снимките започват на 18 май и приключват на 23 август 2015 г. „Дивергенти 3: Предани“ излиза по кината в България и САЩ съответно на 11 и 18 март 2016 г.

## Актьорски състав
| Актьор          | Роля                |
| --------------- | ------------------- |
| Шейлийн Удли    | Беатрис Прайър      |
| Тео Джеймс      | Тобаяс Итън         |
| Джеф Даниълс    | Дейвид              |
| Майлс Телър     | Питър               |
| Ансел Елгорт    | Кейлъб Прайър       |
| Зоуи Кравиц     | Кристина            |
| Маги Кю         | Тори                |
| Наоми Уотс      | Евелин Джонсън-Итън |
| Октавия Спенсър | Джоана Рейес        |
| Бил Скарсгорд   | Матю                |
| Ашли Джъд       | Натали Прайър       |
| Кейнън Лонсдейл | Юрая Педрад         |
| Надя Хилкер     | Нита                |
| Рей Стивънсън   | Маркъс Итън         |
| Даниъл Дей Ким  | Джак Канг           |
| Мекай Файфър    | Макс                |
| Зандър Бъркли   | Филип               |
| Джони Уестън    | Едгар               |